# Инсигния
 Тази статия е за символичния предмет.  За модела автомобили вижте Опел Инсигния.  
Инсигния (мн. ч.: инсигнии; на латински: insigne – емблема, символ) е представителен символ или знак на държавна, съсловна или религиозна власт, титла, звание, ранг, пост, сан, чин. Типични примери за инсигнии са:
- корона
- държава (земно кълбо)
- знаме на държава или област
- герб
- печат
- жезъл
- медальон
- бадж
- военни инсигнии
  - пагон
  - петлици
  - кокарда
  - вензел
  - акселбант
  - лампази
  - еполет.

Царете на Третата българска държава – Царство България – нямат регалии. През 1908 г. Фердинанд Сакск-Кобург-Готски е обявен за български цар с митрата на Търновския митрополит в църквата на старопрестолния град „Свети Четиридесет мъченици“.

През 1204 г. цар Калоян получава златна кралска корона от папа Инокентий III, която носят всички български царе до падането на Второто българско царство под османска власт в края на ХІV век. Тя вероятно е взета от османците при пленяването на цар Иван Шишман в Никопол през 1395 г. Според унгареца Тамаш Еньо Секереш през 1605 г. Ищван Бочкай, владетел на Княжество Трансилвания, получава от турския султан Ахмед I короната на цар Иван Шишман. Тази корона в Унгария и до днес е известна като Бочкайова корона и се намира в съкровищницата на Виена. През 2007 г. общината на окръг Хайду-Бихар неуспешно инициира репатриране на короната.